# Nini Haslund Gleditsch
Ingrid Margaret Haslund, conocida como Nini Haslund Gleditsch (Moss, 28 de junio de 1908-Oslo, 25 de julio de 1996) fue una activista política noruega defensora de la paz.

## Trayectoria
Era hija de Aagot Mathilde Løkenl y de Johannes Emmanuel Haslund.
Mientras trabajaba como carpintera en Copenhague a finales de la década de 1920 formó parte del círculo que rodeaba la organización Clarté. En 1930 se mudó a Oslo para continuar sus estudios. A principios de esta década se unió a la organización de izquierdas Mot Dag. Se casó con el activista y geodesista Kristian Gleditsch en 1934. Trabajó en la editorial Fram Forlag, y contribuyó al desarrollo de la enciclopedia de los trabajadores Arbeidernes Leksikon. Participó en la Guerra civil española entre 1937 y 1939, organizando la ayuda humanitaria internacional.  Preparó una expedición sanitaria con alimentos, ropa, material médico y quirúrgico para Alcoy. También se dedicó a la selección de personal sanitario voluntario para que trabajara en el Hospital Suec-Noruec. En él se dedicó a dar clases a los soldados analfabetos, creó una biblioteca, montó un orfanato y colaboró en la formación sanitaria de las enfermeras voluntarias de Alcoy impartiendo cursos de cuidados y vendajes.
Durante la Segunda Guerra Mundial participó en el transporte del Ministerio de Hacienda Nacional Noruego a Inglaterra en 1940, en la etapa entre Åndalsnes y Tromsø. Ella y su marido fueron responsables del transporte en coche de dos cofres de Åndalsnes a Molde. Un tercio del oro fue enviado con el crucero británico HMS Galatea de Åndalsnes en el Reino Unido, mientras 24 camiones llevaron el resto a Molde. Ella siguió el transporte de cuatro cargamentos de oro por barco de Molde a Tromsø. La primera parte con el barco de vapor SS Driva, y más tarde el resto de toneladas de oro se distribuyeron en barcos de pesca más pequeños. Durante el transporte Driva fue atacado por bombarderos alemanes, pero pudo huir de las bombas. Haslund Gleditsch entonces trabajaba para el ministro Anders Frihagen en el Ministerio de Comercio en Balsfjord. Cuando Terje Wold se hizo cargo del Ministerio, comenzó a trabajar para Trygve Lie en el Ministerio de Suministros. Se embarcó en el crucero británico HMS Devonshire de Tromsø en Greenock en Escocia, junto con parte del Gobierno noruego y la Familia Real noruega. De 1940 a 1945 trabajó como secretaria con el Ministerio de Asuntos Exteriores en el gobierno noruego exiliado en Londres.
En la década de los 50, participó activamente en organizaciones feministas, y también coeditó la revista Kvinnen og Tiden entre 1953 y 1955. Junto con su marido escribió el libro de memorias Glimt fray kampårene, publicado en 1954. Trabajó en la Oficina Central de Estadísticas de Noruega de 1960 a 1978. Fue co-fundadora de la editorial política Pax Forlag en 1964. Durante la última etapa de su vida formó parte activamente en la organización antinuclear Bestemødre mot atomvåbolígraf (Abuelas contra las armas nucleares).